# جاك سيمبسون
جاك سيمبسون (بالإنجليزية: Jack Simpson)‏ هو لاعب كرة قدم أسترالية وسياسي أسترالي، ولد في 8 فبراير 1929 في أستراليا، وتوفي في 19 مايو 2015. حزبياً، نشط في حزب العمال الأسترالي. وقد انتخب عضو الجمعية التشريعية فيكتوريا.

## روابط خارجية
- جاك سيمبسون على موقع AustralianFootball.com (الإنجليزية)
- جاك سيمبسون على موقع AFLtables.com (الإنجليزية)